# تپه گلودره
تپه گلودره مربوط به ایلام است و در شهرستان کرمانشاه، بخش کوزران، دهستان سنجابی، جنوب شرقی روستای گلودره واقع شده و این اثر در تاریخ ۲۷ اسفند ۱۳۸۶ با شمارهٔ ثبت ۲۲۴۸۱ به‌عنوان یکی از آثار ملی ایران به ثبت رسیده است.